# ヒダリウマ
ヒダリウマは、日本の元お笑いコンビ。よしもとクリエイティブ・エージェンシー所属。
東京NSC14期生。2012年8月9日 新崎の引退により解散。

## メンバー
新崎 喜朗（あらさき よしあき、1986年1月16日 - ）ボケ担当
- 血液型はB型。沖縄県出身。
- 3人兄弟である。実家ではヤギを飼っている。（2011年5月21日よしログ内での発言より）。
- 尊敬する人は元プロ野球選手の木村拓也である（2010年5月19日相方山添のブログより）。
- 解散後は引退し、地元沖縄で生活している。

山添 寛（やまぞえ かん、1985年6月11日 - ）ツッコミ担当
- 血液型はO型。身長182cm。京都府出身。
- 男ばかり4人兄弟である。寛は3番目（2011年5月21日よしログ内での発言より）。
- 解散後は、東京NSC13期で1期先輩の元KBBY・山﨑恵（現在の芸名は山﨑ケイ）と「相席スタート」を結成。

## 出演番組
- オンバト+ （NHK）戦績1勝0敗 最高485KB

## 受賞歴
- 2011年 第32回 今宮子供えびすマンザイ新人コンクール 『新人漫才奨励賞』